# Янково (Ліпновський повіт)
Янково (пол. Jankowo, нім. Janken) — село в Польщі, у гміні Ліпно Ліпновського повіту Куявсько-Поморського воєводства.
Населення — 279 осіб (2011).
У 1975-1998 роках село належало до Влоцлавського воєводства.

## Демографія
Демографічна структура станом на 31 березня 2011 року:
|          | Загалом | Допрацездатний вік | Працездатний вік | Постпрацездатний вік |
| -------- | ------- | ------------------ | ---------------- | -------------------- |
| Чоловіки | 131     | 44                 | 78               | 9                    |
| Жінки    | 148     | 51                 | 75               | 22                   |
| Разом    | 279     | 95                 | 153              | 31                   |